# Harpiniopsis percellaris
Harpiniopsis percellaris är en kräftdjursart som beskrevs av J. L. Barnard 1971. Harpiniopsis percellaris ingår i släktet Harpiniopsis och familjen Phoxocephalidae. Inga underarter finns listade i Catalogue of Life.